# Kurikoma
Kurikoma je v současnosti neaktivní stratovulkán nacházející se v severní části ostrova Honšú. Vulkán je tvořen převážně andezity a dacity a leží na hrubém třetihorním sedimentárním a tufovém základě.
Sopka je stará přibližně 500 000 let, svou existenci počala produkcí lávových proudů starší etapy (Higaši-Kurikoma), následovaném pozdější fází Magus-dake, aktivní na západní straně masivu. Centrum aktivně v dnešní době začalo svou činnost před cca 100 000 lety. Od 16. století bylo zaznamenáno pět menších erupcí, poslední v roce 1950.